# 파르하드

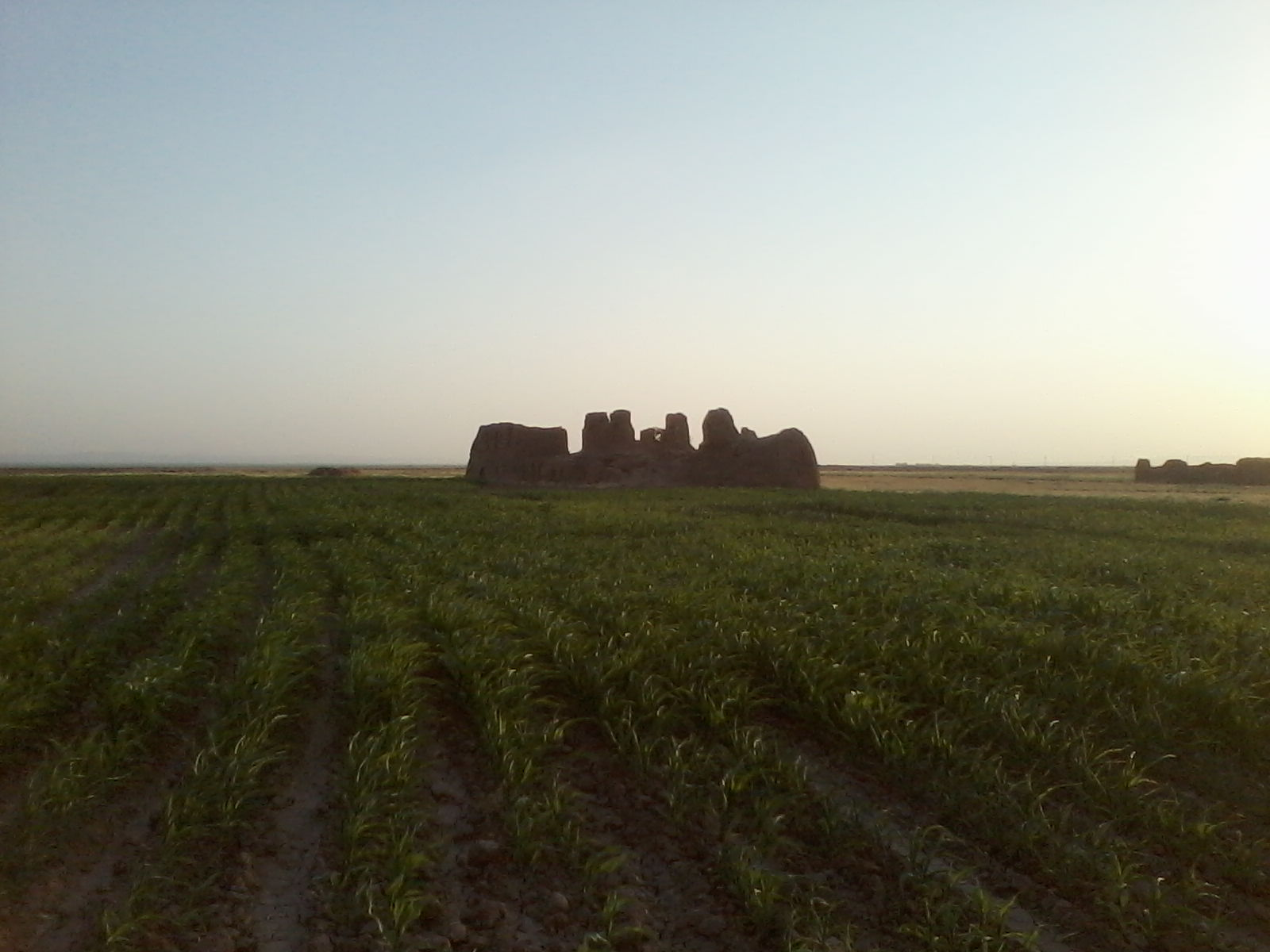
파르하드

파르하드(페르시아어: فرهاد)는 이란 호라산에라자비 주에 위치한 마을이다. 1954년 당시에는 132명이 거주하고 있었지만 2006년 인구 조사에서는 한 명의 주민도 없는 것으로 확인되었다.